# Stig Ahlgren
Stig Johan Axel Blommert-Ahlgren, ursprungligen Blommert, född 23 januari 1910 i Karlskrona, död 19 maj 1996 i Nynäshamn, var en svensk författare, publicist, litteraturkritiker, kulturjournalist och debattör.

## Biografi
Stig Ahlgren föddes som son till rektor Johan Blommert och Signe Blommert, född Ahlgren. Båda föräldrarna avled i tyfus under sin sons första levnadsår och Ahlgren växte i stället upp hos sin morbror juristen Ernst Ahlgren och dennes hustru Annie Westman. Vid adoptionen fick han namnet Blommert-Ahlgren.
Efter studentexamen 1928 vid Malmö latinskola började Ahlgren studera vid Lunds universitet och avlade 1935 en filosofie licentiatexamen i litteraturhistoria. Han började sedan som marxistisk litteraturkritiker, och gav i böckerna Orfeus i folkhemmet (1938) och Veckopressen och folket (1940) kritiska analyser av tidens skönlitteratur och press. Han skrev artiklar åt Arbetet i Malmö från 1937 och var kulturredaktör på Aftontidningen i Stockholm 1942–1946.
1946 lämnade Ahlgren vänsterpressen och blev chefredaktör för den mondäna tidskriften Vecko-Journalen. Där gjorde han sig ett namn som "kvickhetens konung" eller "Sveriges elakaste skribent", genom sina vassa, stilistiskt briljanta formuleringar i ledare och bokanmälningar. Han kallade författaren Sten Selander "tråkig som en påstigande i Alvesta", vilket kom att bli ett bevingat uttryck.
Särskilt känd är han för att i Vecko-Journalen hårt ha kritiserat Ingrid Bergman under hennes Europaturné 1955, då hon spelade Jeanne d'Arc på Kungliga Operan i Stockholm: 
Ingrid Bergman är ju inte skådespelerska i vedertagen mening... Att, som skett, jämföra henne med aktriserna av facket är både elakt och orättvisst. Hon reser omkring och visas för pengar. Förevisare är Roberto Rossellini, med vilken hon har tre barn och en Rolls-Royce. Med konst har detta kringkuskande sällskap föga eller intet att skaffa.
Själv blev han av Sven Stolpe avhånad som "Hin håles späckhuggare".
På 1960-talet var han mindre aktiv som skribent, delvis på grund av att han flyttade till Ösmo nära Nynäshamn. Hans sista större verk var en biografi över sin likaledes satiriske vän Karl Gerhard 1964. På 1970-talet skrev han radiorecensioner i Svenska Dagbladet.[källa behövs]
Gustaf von Platen, som 1951 efterträdde honom som chefredaktör för Vecko-Journalen, porträtterar honom i boken Min vän Stig Ahlgren – kvickhetens konung (1997).
Ingmar Bergman gjorde ett betydligt elakare porträtt av honom och Tengroth som ett djävulskt grälande äkta par i filmen Smultronstället (1957). 2019 utkom Ulrika Milles biografi över Ahlgren, Ensamvargar: Stig Ahlgrens 1900-tal. Manlighet, kärlek, litteratur.
Ahlgren var 1944–1950 gift med skådespelaren Birgit Tengroth. Förhållandet med Tengroth återupptogs senare och de levde tillsammans fram till hennes död 1983.
Ahlgren och Tengroth är begravda på Galärvarvskyrkogården i Stockholm.

### Översättningar
- Aymé, Marcel (1950). Ur askan i elden. Kokardserien, 99-0867444-7. Stockholm: Wahlström & Widstrand. Libris 1388131
- Connolly, Cyril (1947). Den oroliga graven : en ordcykel. Stockholm: Ljus. Libris 1404094
- Feydeau, Georges (1966). Fruar på vift. Stockholm: Stockholms stadsteater. Libris 14219031
- Feydeau, Georges (19??). Spökhotellet : fars i tre akter. [Göteborg]. Libris 10241504
- Franska aforismer : [fransk esprit och livsvisdom]. Prisma. Stockholm: Prisma. 1964. Libris 1258041
- Green, Julien (2012). Södern. Stockholm: Sveriges Radio. Libris 18023856
- Guitry, Sacha (1938). En falskspelares roman. Stockholm: Fritzes bokförl. Libris 1370683
- Harris, Frank (1949). Ett liv i lust. Stockholm: Fritze. Libris 1399544
- Kierkegaard, Søren (1954-1957). Skrifter i urval. 1-2. Stockholm: Wahlström & Widstrand. Libris 54499
- Marceau, Félicien (1958). Ägget : pjäs i två akter. Helsingborg: Helsingborgs stadsteater. Libris 14850606
- Maulnier, Thierry (1954). Huset i natten : pjäs i tre akter. Stockholm: Radioteatern. Libris 17804878
- Montherlant, Henry de (1959). Väntans tider : komedi i en akt. Stockholm: Radioteatern. Libris 17819093
- Restif de la Bretonne, Nicolas Edmé (1951). Monsieur Nicolas eller Hjärtats anatomi. Berömda memoarer. Stockholm: Wahlström & Widstrand. Libris 895414
- Roussin, André (1955). Han, Hon och Hin : komedi i tre akter och fyra tablåer. Stockholm: Vasateatern. Libris 14851566
- Schade, Jens August (1948). Medan jorden snurrade -. Stockholm: Wahlström & Widstrand. Libris 1414245
- Schehadé, Georges (1963). Bara en barberare : pjäs i sex tablåer. Stockholm: Sveriges dramatikerförbund. Libris 8081033
- Sévigné, Marie de Rabutin-Chantal (1948). Madame de Sévignés brev. Berömda memoarer. Stockholm: Wahlström & Widstrand. Libris 1426901
- Valéry, Paul (1969). Min Faust. s.l: s.n. Libris 12156026

## Filmmanus[9]
- 1942 – Morgondagens melodi
- 1960 – Av hjärtans lust
- 1962 – Biljett till paradiset

## Priser och utmärkelser
- 1979 – Gun och Olof Engqvists stipendium